# Topografie Europa
Topografie Europa è un videogioco educativo sulla geografia dell'Europa, pubblicato dall'olandese Radarsoft nel 1984 per Commodore 64 e nel 1986 per Atari 8-bit e MSX. Seguirono versioni dedicate ad aree geografiche diverse, Topografie Wereld sul mondo e Topografie Nederland sui Paesi Bassi, e in lingue diverse dall'olandese. In italiano uscì Topografia europea per Commodore 64, edito dalla Commodore Italiana s.p.a.; in inglese la serie è intitolata Maps 64 e comprende i titoli Europe, World, USA, Britain; in tedesco uscì Topo 64 sulla Germania e la serie per Atari Topographie comprendente Europa, Welt, Deutschland.
Nel complesso è il primo esempio degno di nota di edutainment per home computer dedicato alla geografia, seguito nel 1985 da World Geography della Bobco e dal più noto Where in the World Is Carmen Sandiego?.

## Modalità di gioco
Il programma comprende una parte informativa e una di gioco vero e proprio, dove si mettono alla prova le proprie conoscenze di nomi e posizioni geografiche. Gli argomenti sono gli stati (o le suddivisioni interne, nelle versioni nazionali), le città importanti e altri elementi principali come le isole maggiori.
I giochi a disposizione sono un quiz e un gioco d'azione in cui si pilota un elicottero.
Il quiz consiste nel riconoscere il nome dell'elemento geografico indicato dal computer su un'ampia mappa politica a scorrimento multidirezionale, priva di etichette. Non ci sono risposte multiple, il nome dev'essere digitato esattamente da tastiera (questo può causare errori dovuti a modi diversi di chiamare la stessa cosa).
Il gioco d'azione è invece una corsa contro il tempo alla ricerca delle città; il primo livello è limitato alle capitali, i successivi comprendono città sempre meno importanti.
Il giocatore muove l'elicottero visto dall'alto sopra la mappa a scorrimento multidirezionale, con lo scopo di trovare e sorvolare le città che vengono richieste casualmente per nome, una dopo l'altra, dal computer. Il puntino della città diventa visibile solo quando l'elicottero si trova nelle vicinanze. Raggiunto un certo numero di città il livello aumenta e si ottengono prolungamenti del tempo totale a disposizione.
La parte informativa offre una banca dati di informazioni generali sulle varie nazioni presenti nel gioco, e la possibilità di mostrare sulla mappa la posizione dell'elemento di cui l'utente ha digitato il nome.